# Богуслав Лінда
Богуслав Лінда (пол. Bogusław Linda; *27 червня 1952, Торунь, Польща) — польський актор та режисер, випускник Театральної школи ім. Людвіка Сольського (Краків), спів-засновник та викладач Варшавської школи фільму. Уславлений на Алеї зірок у своєму рідному місті Торунь (2004).
Найкраще відомий з фільмів Quo Vadis? та Охоронець для доньки.
Спільно з музичним гуртом Świetliki записав альбом Las putas melancólicas (2005).

## Біографія
Богуслав Лінда закінчив Театральну школу в Кракові 1974 року. З 1975 року — актор Старого театру в Кракові. Працював у Вроцлавському польському театрі. З 1981 працює у варшавських театрах.
На екрані дебютував невеликою роллю у картині «Дагні» (1976). Перші значні ролі — анархіст Гризяк у політичній драмі А. Холланд «Лихоманка» (1980) і Сен-Жюст в не менш політичному «Дантоні» Анджея Вайди (1982). Численні фільми за участю Богуслава Лінди під час воєнного стану у Польщі були заборонені цензурою, а ім'я Лінди надовго зникло з титрів польських картин. Злам відбувся лише у 1987-му, коли «з полиці» зняли такі стрічки, як «Випадок» Кшиштофа Кесьлевського, «Матір Королів» Я. Заорського, «Одинока жінка» А. Холланд, «Магнат» Ф. Байона.
В наступні роки Лінда активно знімається в Польщі, Угорщині, Данії. Найбільш популярними стали картини 90-х років: «Кроль» (1991), «Сауна» і «Пси» (1992), «Приватне місто» (1993), «Пси-2» (1995), «Охоронець для доньки» (1997). У багатьох із них Лінда грає у нервовій, підкреслено «американській» манері гостронегативні ролі «нових господарів життя»: гангстерів, поліцейських, бізнесменів, одиноких людей, жорстких, безжалісних, але, в принципі, психологічно беззахисних. Винятком стала лірична роль в картині «Папа» (1995).
У 1987 році Богуслав Лінда дебютував як кінорежисер — він зняв короткометражний фільм (Кінець", а в 1990-му — «Сейшели», у центрі якого опиняється доля нового «загубленого покоління» в сучасній Польщі.
Богуслав Лінда удостоєний зірки на Алеї Слава в рідному місті Торунь.
Дружина Богуслава Лінди — Лідія Попель, журналістка, редактор, фотограф, кіноактриса, фотомодель. Лінда — батько двох синів і доньки.

## Обрана фільмографія
- 1983 — Дантон / Danton — Сен-Жуст
- 1988 — Декалог
- 1992 — Пси
- 1994 — Пси 2: Остання кров
- 1996 — Шаманка
- 1997 — Охоронець для дочки
- 1998 — Демони війни
- 2001 — / Quo vadis?
- 2009 — Побачення наосліп
- 2011 — Варшавська битва. 1920
- 2020 — Пси 3: В ім'я принципів